# Clave de dó

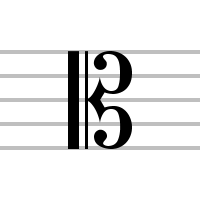
Clave de dó

A clave de dó, também chamada de mesoclave, define a altura da nota dó e é indicada pelo centro da figura (o encontro entre os dois cês invertidos). Originalmente a clave de dó foi criada para representar as vozes humanas. Cada voz era escrita com a clave de dó em uma das linhas. O alto era representado com a clave na terceira linha, o tenor na quarta linha e o mezzo-soprano era representado com a clave de dó na segunda ou primeira linha da pauta. Este uso se tornou cada vez menos frequente e esta clave foi substituída pelas de sol para as vozes mais agudas e a de fá para as mais graves.
Hoje em dia, a posição mais frequente é a mostrada na figura, com o dó na terceira linha, representando uma tessitura média, exatamente entre as de sol e fá. Um dos poucos instrumentos a utilizar esta clave na sua escrita normal é a viola. Esta clave também pode aparecer ocasionalmente em passagens mais agudas do trombone. Seu uso vocal ainda ocorre quando são utilizadas partituras antigas.
Sua origem é uma evolução da letra "C", e geralmente é indicada para guiar a pauta para instrumentos de sons médios, de percussão e semi-agudo.

## Leitura
- Dandelot, Georges. Manuel pratique pour l'étude des clefs. Revised by Bruno Giner and Armelle Choquard. Eschig 1999.
- Kidson, Frank. The Evolution of Clef Signatures. In 'The Musical Times', Vol. 49, No. 785 (Jul. 1, 1908), pp. 443–444.
- Kidson, Frank. The Evolution of Clef Signatures (Second Article). In 'The Musical Times, Vol. 50, No. 793 (Mar. 1, 1909), pp. 159–160
- Morris and Ferguson. Preparatory Exercises in Score-Reading.